# الحب (رواية موريسون)
الحبLove - هي الرواية الثامنة للكاتبة والروائية الأمريكية لتوني موريسون، تم نشرها عام 2003م عن ألفريد كنوبف، الرواية مكتوبة بأسلوب موريسون غير الخطي، وتحكي عن حياة
العديد من النساء وعلاقاتهن بالراحل بيل كوزي. كان كوزي صاحب فندق يتمتع بشخصية جذابة، وقد تأثر الأشخاص من حوله بحياته - حتى بعد وفاته بفترة طويلة. الشخصيات الرئيسية هي كريستين حفيدته وهيد أرملته. الاثنان في نفس العمر وكانا صديقين ولكن بعد حوالي أربعين عامًا من وفاة كوزي أصبحا أعداء لدودين، ومع ذلك يتشاركان في قصره. مرة أخرى، تستخدم موريسون السرد المنقسم وتقفز ذهابًا وإيابًا طوال القصة، ولا يتكشف بالكامل حتى النهاية. جميع الشخصيات في الرواية لها علاقة ما ببيل كوزي سيئ السمعة.
على غرار مفهوم التواصل بين الأحياء والأموات في روايتها الحبيبة عام 1987، قدمت موريسون شخصية تدعى جونيور؛ لقد كانت الوسيلة لربط الميت بيل كوسي بعالم الأحياء. تشير تقنيات السرد القصصي في الحب، أي السرد المنقسم، إلى اتجاه حديث في أدب موريسون يقسم الحبكة بين فترات زمنية مختلفة.

## نقد الرواية
وفقًا لمجمع مراجعة الكتب Book Marks، تلقىت رواية "الحب Love" مراجعات إيجابية في الغالب من النقاد. فعلى سبيل المثال، أشادت الناقدة إيلين شوالتر، التي كتبت في صحيفة الغارديان، بالكتاب باعتباره "كتابًا مضغوطًا وغير مبهرج ..مليء بالشخصيات الغريبة والمنحرفة والأفكار الاستفزازية وغير العصرية". في صحيفة نيويورك تايمز، قارنت لورا ميلر رواية الحب بشكل إيجابي ببعض أعمال موريسون السابقة.

## اقتباسات
- "الحب لا يموت. الناس يفعلون. الحب يريد فقط أن يذهب إلى مكان ما." — هذا الاقتباس يلخص الفكرة المركزية في الرواية: أن الحب، حتى بعد موت من نحبه، يظل حيًا، يبحث عن مخرج أو مستقر.
- "الناس لا يحبونك بالطريقة التي تريدها دائمًا. أحيانًا يحبونك بطريقتهم، وهذا لا يكفي." — هنا تلمّح موريسون إلى تعقيد العلاقات الإنسانية، وكيف أن الحب لا يكون دائمًا منصفًا أو مفهومًا.
- "الذاكرة مثل رائحة البحر، لا تغادرك أبدًا." — استعارة شاعرية تعبّر عن كيف تبقى الذكريات، خاصة تلك المرتبطة بالحب، عالقة في النفس.

## أسلوب الرواية
- تعتمد رواية الحب لتوني موريسون على أسلوب سردي غير خطي يتنقّل بين الماضي والحاضر، حيث تُكشف الأحداث تدريجيًا، ما يخلق توترًا سرديًا ويجعل القارئ يعيد ترتيب العناصر لفهم الصورة الكاملة. تُروى الرواية من خلال تعدد الأصوات، إذ تعبّر عدة شخصيات عن وجهات نظرها المتباينة تجاه "بيل كوزي"، الشخصية المحورية الغائبة/الحاضرة، مما يعمّق التوترات ويُظهر تعقيدات الذاكرة والحب والسلطة. تمتاز لغة موريسون بكثافة رمزية عالية، حيث لا يُصوّر الحب كعاطفة رومانسية فقط، بل كقوة مهيمنة أحيانًا، أو كطوق نجاة إنساني، أو حتى كأداة للدمار الداخلي. يحتل قصر "بيل كوزي" مركزًا رمزيًا بوصفه حيّزًا يحمل الذاكرة الجماعية والصراعات العاطفية غير المحلولة، ما يجعله أكثر من مجرد مكان للسكن، بل فضاءً لتجذير التوترات. كذلك، تلجأ موريسون إلى تقنية التأجيل والغموض، فتخفي بعض الحقائق حتى مراحل متقدمة من السرد، مما يدفع القارئ إلى إعادة تأمل الأحداث والشخصيات في ضوء المعلومات المستجدة، ويُعزّز من تعقيد البنية السردية للنص.[6][7]

## أنظر أيضًا
- العين الأشد زرقة
- نشيد سليمان
- محبوبة (رواية)
- جاز (رواية)
- جنة (رواية)
- رحمة (رواية)
- الوطن (رواية موريسون)
- فليكن الله في عون الطفل